# Target Corporation
Target Corporation este al cincilea retailer american după vânzări, fiind întrecut de Wal-Mart, Home Depot, Kroger și Costco. Având sediul în Minneapolis, Minnesota, Target Corporation are 352.000 de angajați.